# Erstes Kabinett der Gironde
Das erste Kabinett der Gironde war die erstmalige Ernennung von Politikern durch Ludwig XVI. der politischen Richtung der Girondisten am 24. März 1792.
Seit der Entlassung Neckers am 4. September 1790 hatte der König versucht, mit Politikern der konservativeren Hälfte der Nationalversammlung, Monarchisten und Feuillants, seine Macht zu festigen. Nach turbulenten eineinhalb Jahren, mit ständig wechselnden Persönlichkeiten an der Spitze der insgesamt sechs Ministerien, wurde jetzt versucht, unter der Berufung der als „moderat“ einzuschätzenden Girondisten ein Zeichen gegen die revolutionäreren Gruppen der Bergpartei (Jakobiner und Cordeliers), zu setzen.
So übernahmen um den 24. März 1792 Étienne Clavière das Finanzministerium und Jean-Marie Roland de La Platière das Justizministerium wie auch das Innenministerium. Am 14. April übernahm Antoine Duranthon dann die Justiz und am 9. Mai dann Joseph Marie Servan de Gerbey das Kriegsministerium. Ohne konkret der Gironde zugeordnet werden zu können, hatte Charles-François Dumouriez das Außenministerium inne und Jean de Lacoste das Ministerium der Marine und der Kolonien.
Am 23. Juni 1792 kam es dann zur konservativen Reaktion des Königs und Claviere, Roland, Servan und Dumouriez wurden wieder entlassen.